# Queer Eye
Queer Eye for the Straight Guy (mais conhecido como apenas Queer Eye) é um reality show norte-americano de uma hora de duração. O programa estreou no canal a cabo Bravo em 15 de julho de 2003, e   se transformou no programa de maior sucesso daquele canal. 
O programa, que vai ao ar no Fox Life, nos sábados e domigos às 19hs no Brasil, mostra cinco homens homossexuais (cada um especializado em uma área diferente: vestuário, culinária e vinhos, arte e cultura, higiene pessoal e cabelo, e design de interiores) tentando ajudar um homem hétero a organizar sua bagunçada vida.
Os Fab Five são:  Ted Allen (Gastronomia), Kyan Douglas (Aparência), Thom Filicia (Decoração), Carson Kressley (Moda) e Jai Rodriguez (Cultura).
No começo da terceira temporada, o nome do programa foi encurtado para Queer Eye, nome pelo qual era mais conhecido pelo público. A partir do sucesso do programa surgiu Queer Eye for the Straight Girl, uma versão adaptada programa.
O 100ª episódio foi filmado em junho de 2005. O último episódio foi ao ar em 2007.
Um reboot da série foi lançado pelo serviço de streaming Netflix em Janeiro de 2018.

## Queer Eye Brasil
A versão brasileira teve estreia em 24 de agosto de 2022, e contou com cinco profissionais para transformar a vida das pessoas de diversas formas. São eles:
- Guto Requena, arquiteto
- Yohan Nicolas, cabeleleiro
- Rica Benozzati, stylist
- Luca Scarpelli, especialista em cultura pop
- Fred Nicácio, dermatologista e fisioterapeuta

### Outras aparições
Além de participarem do Queer Eye Brasil, alguns dos participantes passaram a competir em outros reality ou talent shows.
| Participante | Colocação               | Reality ou talent show | Temp. | Colocação             |
| ------------ | ----------------------- | ---------------------- | ----- | --------------------- |
| Fred Nicácio | Participante – Original | Big Brother Brasil     | 23    | Eliminado – 9.º lugar |